# Jörg Brunner
Jörg Brunner (* vor 1520 aus Landsberg am Lech; † nach 1571) war ein deutscher Theologe und Vorreformator in Kleinhöchstetten und der Stadt Bern.

## Leben
Jörg Brunner war aus Landsberg in Bayern in jungen Jahren mit Mutter und Geschwistern nach Bern gekommen. Er wurde 1520 Kaplan des Chorherrenstifts St. Vinzenz. Anfangs 1522 kam er als Helfer nach Münsingen zu Dekan Ulrich Güntisperger. Weil Brunner in einer Predigt über Johannes 16,5 den Papst als Antichrist bezeichnete, versetzte ihn der Dekan, als Nachfolger des verbannten Johann Wecker, als Priester in die kleine Marienwallfahrtskirche Kleinhöchstetten. Der deutsche Messpriester Wecker hatte gegen die Totenmessen für die Gefallenen der Mailänder Feldzüge und das Söldnerwesen gepredigt und sich damit dem Zorn der Berner Obrigkeit ausgesetzt. Brunner war wie Wecker von Luthers Thesen beeinflusst, er hielt kritische Predigten auf das Papsttum und die Missstände in der Kirche. Damit fand er bei der Bevölkerung Zuspruch und erhielt regen Zulauf. Gleichzeitig erregte dies aber das Missfallen und den Neid seiner Kollegen, «dem Kammerer des Kapitels, Jakob Trayer, Kirchherr zu Wichtrach; Mag. Hans Mannberger, Kirchherr in Thun; Mag. Gabriel Löwensprung, Kirchherr zu Walkringen; Herr Joh. Kyburger, Kirchherr zu Biglen» und seines Dekans. Diese verklagten ihn beim Rat der Stadt Bern und verlangten seine Überstellung an den Bischof zu Konstanz. Der Rat aber berief selbst ein Gericht auf den 29. August 1522 im Barfüsserkloster ein. In der öffentlichen Verhandlung vor fünf Ratsherren, unter ihnen der Münsinger Herr Sebastian von Stein, mit weiteren acht Theologen, berief sich Brunner überzeugend auf die Bibel und erhielt Recht. Er durfte sein Amt weiter unbehelligt ausüben – bis 1525 die Altgläubigen mit Herrn von Stein wieder die Oberhand in Bern hatten. Weil Brunner sich weigerte, die Messe zu lesen, wurde er ausgewiesen und kehrte trotz seiner Rehabilitierung zwei Jahre später nicht mehr nach Bern zurück.
Die Verhandlung Georg Brunners vor den weltlichen und geistlichen Richtern war die erste Disputation, das erste Glaubensgespräch in Bern und war damit Wegbereiter für den weiteren Verlauf der Reformation.
1529–1533 wirkte Brunner in der Pfarrei Benken (BL) und beteiligt sich an der ersten reformierten Synode Basels unter Johannes Oekolampad. Auch hier an seinem neuen Wirkungsort musste er sich den Anfeindungen der Altgläubigen stellen, das ist aus Berichten der damaligen Zeit ersichtlich, ebenfalls dass sich Brunner inzwischen verheiratet hatte. 1533 musste die Pfarrersfamilie dann wegen eines Streitfalles mit tödlichem Ausgang zwischen einer Wirtsmagd und der Pfarrersfrau das Dorf verlassen. Danach ist über Jahre von Brunner nichts zu erfahren. Erst 1564 taucht er als Pfarrer in Jegenstorf wieder auf, altersmüde geworden, trat er 1571 zurück und "erhielt 1572 wegen seinem Alter ein Leibgeding". Das spätere Leben und Sterben des unermüdlichen Vorkämpfers für den neuen Glauben Jörg Brunner liegt im Dunkeln.